# Lake Michigan Beach
Lake Michigan Beach es un lugar designado por el censo ubicado en el condado de Berrien en el estado estadounidense de Míchigan. En el Censo de 2010 tenía una población de 1216 habitantes y una densidad poblacional de 0,12 personas por km².

## Geografía
Lake Michigan Beach se encuentra ubicado en las coordenadas 42°12′18″N 86°22′36″O / 42.20500, -86.37667. Según la Oficina del Censo de los Estados Unidos, Lake Michigan Beach tiene una superficie total de 10181.24 km², de la cual 9932.56 km² corresponden a tierra firme y (2.44%) 248.64 km² es agua.

## Demografía
Según el censo de 2010, había 1216 personas residiendo en Lake Michigan Beach. La densidad de población era de 0,12 hab./km². De los 1216 habitantes, Lake Michigan Beach estaba compuesto por el 92.68% blancos, el 1.4% eran afroamericanos, el 0.66% eran amerindios, el 0.49% eran asiáticos, el 0% eran isleños del Pacífico, el 2.22% eran de otras razas y el 2.55% pertenecían a dos o más razas. Del total de la población el 4.28% eran hispanos o latinos de cualquier raza.